# Okres wegetacji
Okres wegetacji – okres wzrostu i rozwoju roślin, obejmujący intensywne procesy życiowe od siewu do zbioru uprawianej rośliny. Jego długość zależy od gatunku rośliny (a nawet od odmiany), warunków klimatycznych, nawożenia itp. Wysoka temperatura i brak wody oraz brak azotu skracają okres wegetacji, a niska temperatura i nadmiar opadów lub silne nawożenie azotowe przedłużają wegetację. W Polsce okres wegetacji roślin ozimych i wieloletnich przedzielony jest okresem spoczynku zimowego, wliczanego do okresu wegetacji. W przypadku roślin jednorocznych jarych okres wegetacji zaczyna się kiełkowaniem nasion, a kończy po dojrzeniu nasion. Skrócenie okresu wegetacji wpływa na obniżenie plonowania roślin.